# Ulrik le Fevre
Ulrik le Fevre (Vejle, 1946. június 25. – 2024. február 24.) válogatott dán labdarúgó, csatár.

## Pályafutása

### Klubcsapatban
1965 és 1969 között a Vejle BK labdarúgója volt. 1969 és 1972 között a nyugatnémet Borussia Mönchengladbach csapatában szerepelt és két bajnoki címet szerzett az együttessel. 1972 és 1977 között a belga Club Brugge játékosa volt, ahol három belga bajnoki címet és egy kupagyőzelmet szerzett. Tagja volt az 1975–76-ös idényben UEFA-kupa-döntős csapatnak. 1977–78-ban a Vejle BK együttesében dán bajnokként fejezte be az aktív játékot.

### A válogatottban
1965 és 1976 között 37 alkalommal szerepelt a dán válogatottban és hét gólt szerzett.

## Sikerei, díjai
Borussia Mönchengladbach
- Nyugatnémet bajnokság (Bundesliga)
  - bajnok (2): 1969–70, 1970–71

 Club Brugge
- Belga bajnokság
  - bajnok (3): 1972–73, 1975–76, 1976–77
- Belga kupa
  - győztes: 1977
- UEFA-kupa
  - döntős: 1975–76

 Vejle BK
- Dán bajnokság
  - bajnok: 1978